# Никколо Паганини (фильм)
«Никколо Паганини» — четырёхсерийный телевизионный художественный фильм о жизни и творчестве Никколо Паганини, выпущенный к 200-летию со дня рождения великого итальянского скрипача и композитора. Снят по мотивам книги А. К. Виноградова «Осуждение Паганини» по заказу Гостелерадио СССР в 1982 году. Премьера на ТВ — 26 октября 1982 года.

## Сюжет
Юлиус Шмидт, биограф Никколо Паганини, повествуя о жизни великого итальянского композитора и скрипача, о его взлётах, падениях, любви и конфликтах с католической церковью, пытается постичь природу гения, разгадать причину гениальности произведений Паганини.

## В главных ролях
- Владимир Мсрян — Никколо Паганини (роль озвучил Сергей Шакуров)
- Стефан Василев — Паганини в детстве
- Альберт Филозов — Юлиус Шмидт, магистр философии
- Алла Чернова — Антония Бьянки
- Армен Джигарханян — Дино Кьярелли
- Владимир Самойлов — князь Боргезе
- Донатас Банионис — Луиджи Джерми, адвокат (роль озвучил Пётр Шелохонов)
- Георги Георгиев-Гец — Франтишек
- Юрий Катин-Ярцев — Урбино
- Всеволод Шиловский — Россини

## В фильме снимались
- Пётр Слабаков — Антонио Паганини, отец Никколо
- Виолета Донева — Тереза Боччардо, мать Никколо
- Габриель Воробьёв — Акилло Паганини (в титрах — Гаррик Воробьев)
- Юрис Стренга — Акилло Паганини во взрослом возрасте
- Валерий Ерёмичев
- Ольгерт Кродерс — Меттерних
- Ваня Цветкова — Дида / Карлотта / Крошка
- Борис Арабов — Верон
- Марин Янев — Ребиццо (роль озвучил Игорь Дмитриев)
- Юозас Будрайтис — Берлиоз
- Саулюс Баландис
- Римгаудас Карвялис — ксёндз
- Борис Клюев — Фердинандо Паэр
- Иван Дмитриев — граф Разумовский
- Александр Романцов — Кароль Липинский
- Витаутас Томкус — Джон
- Стефан Илиев — эпизод

## Съёмочная группа
- Сценарий — Олега Стукалова-Погодина
при участии Леонида Менакера
- Режиссёр-постановщик — Леонид Менакер
- Оператор-постановщик — Владимир Ковзель
- Художники-постановщики — Валерий Юркевич, Димитр Желев
- Композитор — Сергей Баневич
- Звукооператор — Оксана Стругина
- Дирижёры — Роберт Лютер, Лео Корхин
- Режиссёры — Анна Тубеншляк, Й. Георгиева
- Операторы — А. Горьков, Ю. Плешкин
- Монтаж — И. Руденко
- Грим — Вадима Халаимова, Клавдии Малыш, Й. Бобевой
- Художники:
по костюмам — Диана Манэ, А. Денева
декораторы — В. Балгаранова, Э. Исаев, З. Ракитянская
- Редактор — Никита Чирсков
- Ассистенты:
режиссёра — Григорий Никулин, Н. Седова, А. Морозова, П. Галевска, Е. Христов
оператора — С. Охапкин, В. Димитров
- Ассистенты:
звукооператора — Владимир Персов
по монтажу — И. Арсеньева
художника А. Паскалев
- Административная группа — Э. Арциховский, А. Кабаков, Г. Ковачев, Г. Тугушева, Б. Родин
- Мастер по свету — О. Третьяков
- Светоустановщик — А. Умикова
- Директора картины — Владимир Беленький, С. Костов, П. Устинов

## Съёмки
- Леонид Менакер при выборе материала для новой картины ткнул пальцем наугад в списке, попав на «Осуждение Паганини» Виноградова, которая была любимой книгой юности режиссёра[1].
- На главную роль Леонид Менакер изначально хотел пригласить дирижёра Юрия Темирканова, но получил категорический отказ[2]. Владимир Мсрян был до этого малоизвестным актёром, поэтому с утверждением его кандидатуры возникли проблемы[1].
- Партию скрипки в фильме исполняет Леонид Коган.
- Закадровый текст от автора читает Александр Демьяненко.
- При сдаче фильма Гостелерадио возникли претензии к финалу, когда биограф сжигает свои рукописи. Менакеру удалось переубедить руководство словами «Гениальность — это не формула, которую можно разгадать и записать»[1].
- В 1983 году Владимир Мсрян был удостоен приза за лучшую мужскую роль на X конкурсе ВФТФ.
- Главная музыкальная тема фильма композитора Сергея Баневича впоследствии стала популярной песней на стихи Татьяны Калининой «Дорога без конца» в исполнении Альберта Асадуллина.
- Большая часть съёмок фильма проходила в различных местах Болгарии и Италии[1], оставшееся — в Ленинградской области и непосредственно в Ленинграде.
- В качестве дворца Канцлера выступает Шереметевский дворец на Фонтанке.
- Под именем Юлиуса Шмидта выведен биограф Паганини Макс Юлиус Шоттки.
- В канун 25-летия со дня выхода картины на телевизионные экраны режиссёр Леонид Менакер, композитор Сергей Баневич и актёр Альберт Филозов были удостоены медали «За вклад в отечественную культуру» от общества защиты культуры Санкт-Петербурга[1].